# Окінген
Окінген (нім. Oekingen) — громада  в Швейцарії в кантоні Золотурн, округ Вассерамт.

## Географія
Громада розташована на відстані близько 29 км на північний схід від Берна, 6 км на південний схід від Золотурна.
Окінген має площу 2,4 км², з яких на 13,4% дозволяється будівництво (житлове та будівництво доріг), 61,5% використовуються в сільськогосподарських цілях, 25,1% зайнято лісами, 0% не є продуктивними (річки, льодовики або гори).

## Демографія
2019 року в громаді мешкало 872 особи (+15,3% порівняно з 2010 роком), іноземців було 8,4%. Густота населення становила 365 осіб/км².
За віковим діапазоном населення розподілялося таким чином: 23,7% — особи молодші 20 років, 58,5% — особи у віці 20—64 років, 17,8% — особи у віці 65 років та старші. Було 358 помешкань (у середньому 2,4 особи в помешканні).
Із загальної кількості 98 працюючих 13 було зайнятих в первинному секторі, 10 — в обробній промисловості, 75 — в галузі послуг.